# Herslev Kirke (Fredericia Kommune)
 For alternative betydninger, se Herslev Kirke. (Se også artikler, som begynder med Herslev Kirke)
Herslev Kirke er en kirke beliggende i landsbyen Herslev, 11 kilometer vest for Fredericia og 6 kilometer nord for Taulov, Herslev Sogn, Fredericia Provsti og Haderslev Stift.
Kirken og sognet ligger i Fredericia Kommune.
Den oprindelige del af Herslev Kirke er opført af granitkvadre i 1100-1200-tallet.
Kirken er bygget på en højtliggende lokalitet ved siden af en gravhøj fra oldtiden, som ligger på kirkegårdsområdet. Den havde tidligere en kvindeindgang mod nord og en mandsindgang mod syd. Kvindeindgangen blev muret til omkring 1600, og ved mandsindgangen blev et våbenhus tilføjet i 1500-tallet. Oprindeligt var den opført med små, smalle rundbuede romanske vinduer, hvoraf tre tilmurede fortsat kan ses. Kirken nuværende store vinduer er sat i i 1800-tallet. Kirken har intet tårn. Kirkeklokken hang tidligere i en klokkekam på vestgavlen, men er fra 1977 flyttet til et klokketårn på gravhøjen.

## Udvidelser
Både kirkeskib og kor er udvidet flere gange, og kirken er senest restaureret i 1983.